# Paraphenice carpenteri
Paraphenice carpenteri är en insektsart som beskrevs av Frederick Arthur Godfrey Muir 1934. Paraphenice carpenteri ingår i släktet Paraphenice och familjen Derbidae. Inga underarter finns listade i Catalogue of Life.